# Al Khor (đô thị)
Al Khor (tiếng Ả Rập: الخور), hay Al Khawr là một đô thị của Qatar. Thành phố Al Khor nằm về phía đông bắc của Qatar, khoảng 50 km từ trung tâm Doha.